# Stéphane Basset
Pour les articles homonymes, voir Basset.
Stéphane Basset est un journaliste, documentariste et auteur-compositeur français.

## Biographie
Stéphane Basset débute en 1991 comme animateur à Bordeaux sur la radio Wit FM. Dès 1996, il présente en direct le 12/13 culturel quotidien de France 3 Aquitaine durant quatre saisons avant de rejoindre TF1 et RFM comme animateur.
En 2001, il lance sa société de production audiovisuelle et crée des concepts originaux parmi lesquels Dans le bureau de... (I Télé), Dans ma loge (Canal +), Mon téléphone et moi (NRJ12), Dj Mode d'emploi (MCM), À La Roots (TV5 Monde) et (RTL9), En Studio Avec(Virgin 17), il est également à l'origine du titre C dans l'air sur France 5.
Il réalise en 2007 la série documentaire Airs de Paris pour les 30 ans du Centre Pompidou, avec Xavier Veilhan, Jean-Luc Moulène, Valérie Mréjen... En 2008, il présente le programme écolo-citoyen Les Report-Terre sur France 5 et devient producteur artistique de La blonde et moi sur Paris Première.
Dès 2012, il présente Monte le son! sur France 4 et réalise de nombreux documentaires musicaux parmi lesquels Joshua Trip sur France 4, Rebels Anthology sur Arte ou Bataclan : une histoire de spectacles sur France 2. En 2018, il lance Les Récréations Sonores, plateforme de création musicale participative et collabore à la création de titres pour Synapson, Oxmo Puccino, L'Impératrice, Feu! Chatterton et Camp Claude.
2019: Il est la voix de Arte Sessions @château d'Hérouville sur Arte et celle de  Basique dont il est également le premier rédacteur en chef. Il présente et réalise le podcast Tracké sur Deezer et écrit pour le magazine Rolling Stone.
En 2021 sort sa première production cinéma, Petites Danseuses, un film-documentaire de Anne-Claire Dolivet et il produit les courts-métrages d'Emmanuel Mouret et Fred Testot. Il rejoint AirZen Radio pour animer La Planète des Sages, co-signe l'ouvrage Mes plus belles chances aux éditions Robert Laffont
Il est actuellement à l'antenne sur Ushuaia TV dans la série Les Voyageurs Solidaires, voix-off de Basique, et co-auteur de Hot Ones présentée par Kyan Khojandi. En janvier 2025, il publie l'ouvrage Music Football Club aux éditions Hugo Sport.

## Animateur
- 1996-1999 : Le 12/13 sur France 3 Aquitaine
- 1999-2002:Tac ô tac tv sur TF1
- 2002-2007 : Dans le Bureau de... sur I Télé
- 2007-2008 : Dans ma loge sur Canal +
- 2008-2010 : En studio avec sur Virgin 17 et Les Report-Terre sur France 5
- 2012-2015 : Monte le son sur France 4 et Qui chante le plus juste avec Justine Fraioli sur France 4
- 2016-2017 : A la Roots sur RTL 9 et TV5 Monde
- 2021-2022: La planète des sages sur AirZen Radio
- 2023-2024: Les voyageurs solidaires sur Ushuaia TV

## Documentariste
- Remontadas sur Canal + [12]
- Joshua Trip sur France 4[5]
- Bataclan: une histoire de spectacles sur France 2
- U2, au sommet depuis 40 ans sur MyCanal
- La Story Angèle sur CStar
- Rebels Anthology sur Arte[6]
- La ruée vers l'eau sur TF1 et Ushuaia TV
- Les story de Elton John, Freddie Mercury, Francis Cabrel , Ed Sheeran  sur CStar
- Le couple dans tous ces états sur France 3
- Serge Gainsbourg, le punchliner sur CStar
- Bashung / Gainsbourg: Fantaisie Nelson sur France 4
- Jean-Jacques Goldman, le frère que j'ai choisi sur CStar
- Téléphone, jolie petite histoire sur France 4
- Bruel, le film de sa vie sur C8
- Ses raisons d'être Pascal Obispo sur CStar
- Victoires 2016: les révélations diffusé sur France 2
- La Story de George Michael sur CStar
- L'aventure Indochine sur France 4
- Michael Jackson 1 an déjà sur D8
- Les dessous Chics d'Elodie Frégé sur France 4
- La story des années 80,90,00 sur CStar
- La légende des Bordeaux-Marseille pour les Girondins de Bordeaux

## Auteur-compositeur
- 2010 : Chilly Gonzales "You Can Dance" (Official Remix)
- 2011 : Walter Sobcek "Miami"
- 2011 : Housse de Racket "Oh Yeah" (Official Remix)
- 2011 : Bastille "Flaws" (Official Remix)
- 2012 : Walter Sobcek "She's Gone"
- 2013 : Sébastien Schuller "Distant Lights" (Official Remix)
- 2014 : Walter Sobcek "Midnight Crush"
- 2014 : Destin "Mirage" EP (arrangeur)
- 2015 : Louis Bertignac "Suis-moi"
- 2015 : Adrien Gallo "Monokini", "Crocodile" (Official Remix)
- 2016 : Walter Sobcek "Take Off Your Shoes"
- 2017 : Alain Chamfort "Santa Monica"
- 2017 : Beth Hirsch "Prom Queen"
- 2023 : The Breakfast Club Sandwich "Money On My Mind"
- 2023 : Louis Bertignac "Poussière bleue"

## Autre
- 1996 : speaker pour les Girondins de Bordeaux
- 2011 : auteur du livre Dans le bureau de...[13] avec des photos de Christophe Lartige
- 2018 : lancement de la plateforme Les Récréations Sonores[7] avec Culturebox, Spotify et la Sacem
- 2019 : concepteur / réalisateur du podcast "Tracké" sur Deezer
- 2021 : co-auteur de Mes plus belles chances[14] de Michael Jones (Ed. Robert Laffont)
- 2022 : co-auteur sur l'émission Hot Ones
- 2025: auteur du livre Music Football Club